# 王学军 (1964年)
王学军（1964年—），中国人民解放军少将，现任国防科技大学外国语学院少将政治委员。
2019年12月13日，晋升少将。王学军还当选江苏省第十四届人民代表大会代表。